# Francisco Casero Rodríguez
Francisco Casero Rodríguez (Marchena, 4 de agosto de 1948), más conocido como Paco Casero, es un líder y dirigente histórico del medio rural español. En la actualidad es presidente de la Fundación Savia por el Compromiso y los Valores.

## Reseña biográfica
Pasa su infancia en su Marchena natal y se traslada con su familia a Menorca, donde cursa bachillerato y trabaja como aprendiz en una platería, albañil, instalador de ventanas de aluminio, ayudante de camiones o estibador, y hace en La Mola el servicio militar. Vuelve a Andalucía en los años 70, tras unos años en Barcelona.
Es miembro fundador del Sindicato de Obreros del Campo, en 1976, junto a  Gonzalo Sánchez, Francisco Ortiz, Antonio Gómez, Juan Manuel Silva, Manuel Lara, Diamantino García, Miguel Manaute Humanes y Pepi Conde. Será secretario general del Sindicato hasta 1981. 
Tras participar en unas jornadas internacionales organizadas en Ecuador por la brasileña Creuza Maciel, secretaria de Servicio, Paz y Justicia, y el premio Nobel de la Paz en 1980 Adolfo Pérez Esquivel, decide tomar parte en una huelga de hambre en las puertas de la Casa Blanca, para solicitar a Estados Unidos su no intervención en El Salvador.
Impulsa el Plan Forestal Andaluz dentro de un Pacto Andaluz por la Naturaleza, que recibe en 1990 el Premio Europeo a la Conservación de la Naturaleza y el Patrimonio.
Fue integrante de la Federación Ecologista Pacifista Gaditana y el primer Coordinador regional de la Confederación Ecologista Pacifista Andaluza. 
Fue presidente del Comité Andaluz de Agricultura Ecológica (CAAE) durante 20 años. Es actualmente miembro de la Junta Directiva de esta entidad Asociación Valor Ecológico-Ecovalia.
Impulsó, junto a la familia Núñez de Prado, los premios Internaciones Núñez de Prado, a la Defensa e Investigación de la producción ecológica, de los que forma parte del jurado.
En 2015 inicia una huelga de hambre itinerante, derivada de la situación de paro que sufre el país, por la última crisis económica, y la inoperancia del sistema, el exceso de burocracia, el abandono del medio rural, la lentitud de la justicia o la falta de empleo. La termina en Zamoranos (Priego de Córdoba).
Desde 2015 es fundador y presidente de la Fundación Savia por el Compromiso y los Valores desde la que defiende el medio rural y el desarrollo social, cultural, económico, patrimonial y paisajístico, recorriendo toda España. Uno de los proyectos que desarrolla es la creación de la figura del Defensor de las Generaciones Futuras, que cuenta ya con el respaldo de la UICN.

## Premios y Reconocimientos
- En 1981 recibió el Premio Internacional Memorial Juan XXIII otorgado por el Instituto Víctor Seix de Polemología de Barcelona.[6]

- En 1986 recibió el premio Plácido Fernández-Viagas, concedido por la Asociación Derecho y Democracia, en reconocimiento a todo el movimiento jornalero andaluz.[7]

- En 1992 recibió en Bilbao el Premio Ana Frank a la Cultura de Paz.[8]

- En 2003 recibió el Premio Andalucía de Medio Ambiente otorgado por la Junta de Andalucía.[9]

- En 2015 fue reconocido como Consejero de Honor de la Cooperativa COATO de Murcia.[10]

- En 2015 es nombrado como Embajador del Aceite de Oliva Virgen Extra en Andalucía por FECOAN.[11]

- En 2018 recibe el premio de la Fundación Juan Ramón Guillén por su trayectoria.[12]

- En 2021 recibe el Premio especial del Jurado Desarrollo Sostenible Diario de Córdoba.[13]

## Publicaciones
- Participación en libro “Carlos Cano. Voces para una biografía”.
- Colaboración en libro “Diario de un confinamiento”. 2020. Ed. Utopía libros.
- Prólogo en libro “SOS Emergencia climática”. 2020. Ed. Utopía libros.